# Anna dai capelli rossi (serie animata)
Anna dai capelli rossi (赤毛のアン?, Akage no An, lett. "Anne dai capelli rossi") è un anime prodotto dalla Nippon Animation in 50 episodi nel 1979 diretto e sceneggiato da Isao Takahata, disegnato da Hayao Miyazaki e trasmesso dalla Fuji TV a partire da gennaio 1979.
È l'adattamento dell'omonimo romanzo per ragazzi della scrittrice canadese Lucy Maud Montgomery, che ha attinto a piene mani dai ricordi della propria infanzia per la stesura del libro. Fa parte del progetto World Masterpiece Theater della Nippon Animation, noto fino ad allora con diversi titoli.
La Nippon Animation in occasione del trentennale dell'anime, ha prodotto un prequel dal titolo Sorridi, piccola Anna trasmesso in Giappone da Fuji TV a partire da aprile 2009 e in Italia da ottobre 2010.

## Trama

### Antefatto

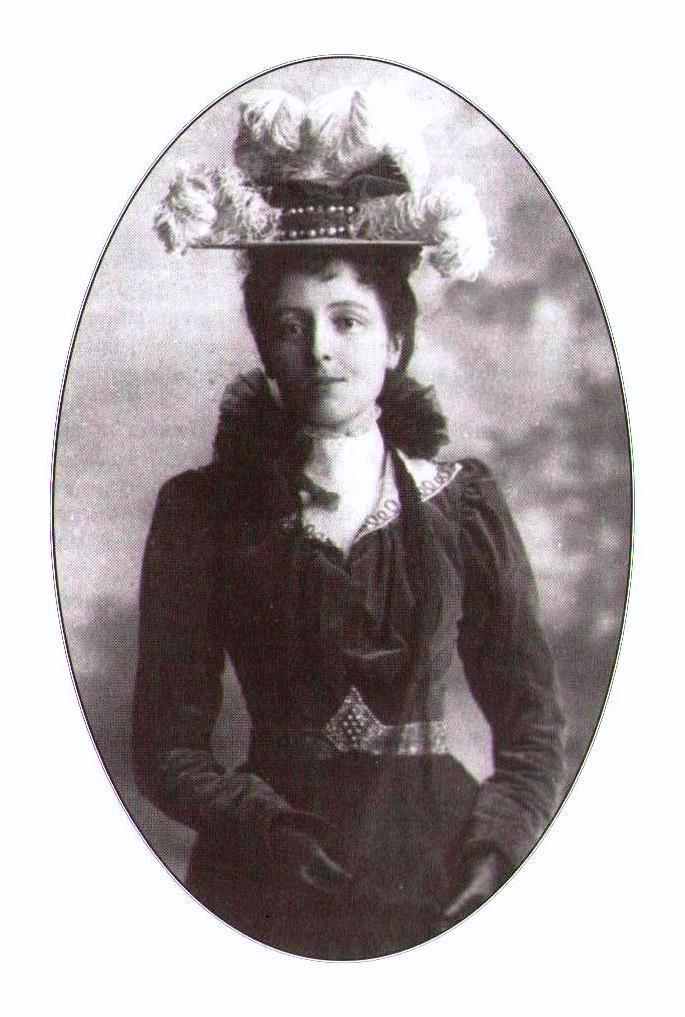
Lucy Maud Montgomery, l'autrice del romanzo originale.

XIX secolo. Anna Shirley, una bambina magra e rossa di capelli, nasce a Bolingbroke nella Nuova Scozia da Walter e Bertha Shirley, docenti di liceo. Tre mesi dopo entrambi i genitori muoiono di una malattia infettiva, e Anna viene affidata alla signora Thomas, una vicina povera e con il marito alcolizzato. La bambina vive con la famiglia Thomas fino all'età di 8 anni, quando il marito muore. A questo punto per Anna non c'è più posto nella famiglia e viene quindi affidata alla signora Hammond, che vive con il marito e i suoi otto figli in una baracca in riva al fiume. La bambina accudisce anche i figli della signora Hammond, fino a che, con la morte del marito avvenuta due anni dopo, viene affidata all'orfanotrofio di Hopetown, dove rimane per quattro mesi.

### Il primo anno (ep. 1-20)
Marilla e Matthew Cuthbert sono due anziani fratelli. Non si sono mai sposati, quindi vivono assieme in una fattoria chiamata "Tetto Verde" ad Avonlea, cittadina rurale dell'Isola del Principe Edoardo in Canada. Matthew sta invecchiando e, dal momento che non ha mai avuto figli, decide di adottare un ragazzo per avere un aiuto nel faticoso lavoro dei campi.
Per un disguido, dall'orfanotrofio al posto del ragazzo arriva Anna, fuori di sé dalla gioia di aver trovato finalmente una casa e una famiglia. Matthew rimane subito conquistato dalla bambina; Marilla invece reputa che una bambina sia inutile per ciò che si erano prefissati e decide di rimandarla all'orfanotrofio. Il giorno dopo, Anna racconta la sua triste storia, conquistando lentamente anche il cuore di Marilla, che decide di tenere la bambina. La donna però spiega chiaramente al fratello che sarà lei soltanto a occuparsi dell'educazione di Anna e Matthew accetta l'accordo. Anna si inserisce nella vita di Avonlea e fa presto amicizia con Diana Barry, una ragazzina della sua stessa età.
Con l'autunno inizia la scuola e Anna, semianalfabeta nonostante i suoi 11 anni, viene ammessa solamente in quarta elementare. Qui fa la conoscenza di Gilbert Blythe, il ragazzo più ammirato della scuola, che la prende in giro per i suoi capelli rossi. Di conseguenza Anna non rivolge più la parola a Gilbert per quasi cinque anni.
Estremamente desiderosa di imparare, Anna recupera la distanza che la separava dai suoi compagni, spronata anche dal desiderio di non essere inferiore al suo compagno-rivale Gilbert, e a metà anno scolastico viene ammessa in quinta elementare. Alla fine dell'anno scolastico Anna è la più intelligente della classe.
Anna ora ha 12 anni ed è passato un anno dal giorno in cui è arrivata ad Avonlea. Ormai da tempo la ragazzina è considerata come una figlia dai due anziani fratelli che hanno avuto la loro vita piacevolmente stravolta dal suo arrivo.

### La fine dell'infanzia (ep. 21-36)
Il nuovo anno scolastico inizia male per Anna. A causa di uno stupido gioco, cade dal tetto della cucina di Diana, fratturandosi una caviglia. Marilla vuole molto bene alla ragazza, ma è solo a questo punto che, vedendosela riportare a casa svenuta in braccio al padre di Diana, si rende improvvisamente conto che per lei Anna è diventata poco a poco la persona più importante del mondo. A causa della sua bravata, quest'ultima è costretta a letto per molto tempo e inizia la scuola quasi un mese dopo.
Alla recita di Natale, Marilla rimane colpita dalla bravura nella recitazione di Anna e del fatto che stia diventando ormai una ragazza. I due anziani sono orgogliosi di lei e quella sera parlano per la prima volta del suo futuro e di quello che essi possono offrirle.
Intanto la rivalità nello studio con Gilbert Blythe si fa sempre più accesa e questo porta i due ragazzi a primeggiare a scuola. Anna fonda con alcune compagne di classe il "Club del Racconto", un circolo esclusivo che ha per scopo la scrittura di racconti, che verranno poi letti e commentati da tutte le associate.
Termina anche questo anno scolastico e, durante l'estate, Anna si trova da sola intrappolata su una barchetta che lentamente comincia ad affondare nelle acque del "Lago dalle Acque Splendenti". Viene salvata dal tempestivo arrivo di Gilbert, che coglie l'occasione per chiederle scusa per l'ennesima volta. Anna ormai da tempo non è più in collera con Gilbert, ma l'orgoglio della ragazzina ha il sopravvento e lei rifiuta l'offerta di pace di Gilbert, che se ne va stizzito e offeso. Anna si pente subito del suo gesto, ma ormai è troppo tardi.
Inizia il nuovo anno scolastico e Anna, assieme agli altri studenti tredicenni più meritevoli, riceve la proposta della maestra Muriel Stacy di frequentare un corso intensivo di preparazione agli esami di ammissione all'Accademia di Queen, la scuola superiore della cittadina di Charlottetown, dove si diplomano i maestri delle scuole elementari. Anna ha trovato finalmente uno scopo nella vita: vuole diventare come la sua adorata maestra Stacy e da quel momento si impegna ancora di più negli studi per riuscire ad avverare il suo sogno. Qui scopre che la sua amica Diana non parteciperà al corso intensivo e realizza che prima o poi le loro vite si dovranno separare.
Anna ha ormai 14 anni e si dedica anima e corpo allo studio, preoccupando sempre di più Marilla che teme che le ore in più di scuola e le ulteriori materie che la ragazza deve studiare vadano a scapito della sua salute. Termina l'anno scolastico e finalmente Anna può riposare. Chiusi a chiave i libri in soffitta, si appresta a passare una lunga e meravigliosa estate spensierata, l'ultima della sua fanciullezza, che sta velocemente finendo. Ormai i giochi di bambini non trovano più alcun interesse in lei e nelle sue amiche e quando un giorno d'autunno perfino il "Club del Racconto" viene sciolto, Anna improvvisamente scoprirà di essere cresciuta.

### L'adolescenza (ep. 37-50)
Cinque mesi dopo, in primavera, Anna compie 15 anni. Marilla ama profondamente Anna, ma si chiede sempre più spesso, struggendosi di malinconia, dove sia finita quella bambina esuberante, chiacchierona e precoce che alcuni anni prima aveva fatto piacevolmente irruzione nella sua vita e in quella di suo fratello Matthew.
Intanto Anna prosegue con il suo studio forsennato: ormai le sue notti sono popolate da incubi, dove lei non riesce a superare l'esame di ammissione all'Accademia e il suo rivale Gilbert si classifica al primo posto. Inoltre ha paura di deludere Matthew, che ripone una fiducia cieca nelle sue capacità. Finalmente arriva il giorno dell'esame e dopo alcune settimane vengono esposti i risultati: Anna risulta prima tra gli studenti di tutta l'isola di Prince Edward, a pari merito con Gilbert Blythe. Inoltre tutto il gruppo di studenti preparato da Muriel Stacy ha superato l'esame ed è stato ammesso all'Accademia di Queen.
Ormai sta per iniziare per Anna una nuova esistenza. La sua vita spensierata ad Avonlea è finita per sempre e si deve trasferire a Charlottetown presso una pensione, lasciando Marilla, Matthew e il "Tetto Verde".
Inizia quindi un nuovo anno scolastico, questa volta alle scuole superiori. Anna e Gilbert decidono di frequentare il corso intensivo, due anni in uno, per ottenere il diploma in un solo anno. Anna scopre ben presto che quell'anno viene messa in palio una borsa di studio per l'università, offerta allo studente più brillante in letteratura inglese. Improvvisamente lo scopo della vita della ragazza cambia: il desiderio di diventare maestra come la signorina Stacy si trasforma nella ferrea volontà di proseguire gli studi, di andare all'università e di laurearsi. E qui usa coscientemente l'antica rivalità con Gilbert per poter reggere il terribile ritmo di studio che si autoimpone, sia per non farsi battere da lui che per poter vincere la borsa di studio. Ogni fine settimana Anna ritorna a casa, e ormai Marilla e Matthew vivono solo per quelle sue fugaci apparizioni, ma presto arriva l'inverno e si avvicinano gli esami finali.
A febbraio Matthew ha un ennesimo attacco di cuore. Ad Anna i due fratelli hanno da sempre tenuto nascoste le precarie condizioni di salute dell'uomo; la ragazza però questa volta scopre il fatto e si precipita disperata a casa per sincerarsi delle condizioni di salute del suo Matthew. Marilla sa che il fratello è gravemente malato, ma non vuole distrarre la ragazza dagli studi, che stanno diventando sempre più duri. Si dà quindi da fare per tranquillizzare Anna, che alla fine torna sollevata a scuola.
Arriva il momento degli esami finali. Anna ha trascorso ogni momento dell'ultimo anno sui libri e Matthew sa che lei vincerà la borsa di studio: Anna invece non ci spera ormai più anche se sa di aver fatto tutto il possibile. Alla fine Anna si diploma con un punteggio altissimo e risulta lo studente più brillante in letteratura inglese, vincendo l'agognata borsa di studio per l'università. Gilbert risulta invece lo studente migliore del corso e vince la medaglia d'oro.
Gilbert, che non può permettersi l'ingente spesa dell'università, rinuncia a proseguire gli studi optando per l'insegnamento alla scuola di Avonlea. Anna è spiazzata, siccome fino ad allora aveva usato l'antagonismo con Gilbert per riuscire a primeggiare nello studio.
Una mattina Matthew muore per un infarto e Anna capisce che deve ridefinire i suoi desideri e le sue ambizioni, visto che non può lasciare sola Marilla, anch'essa molto malata, per andarsene lontano a studiare. Rinuncia quindi alla borsa di studio per restare accanto alla donna. Gilbert, appena scoperta la cosa, rinuncia all'incarico di maestro ad Avonlea per cederlo ad Anna, optando per un posto di lavoro molto più scomodo e lontano.
Marilla rivela ad Anna che in gioventù era innamorata del padre di Gilbert, e di aver assunto verso di lui lo stesso atteggiamento di Anna quando era una bambina nei confronti di Gilbert, e che a causa del suo carattere orgoglioso lo aveva lasciato, ma si era resa conto di aver fatto un grande sbaglio e aveva avuto tanti rimorsi.
Finalmente Anna, nel ringraziare Gilbert per quel gesto gentile, riesce a parlargli e a chiarire quello che in cinque anni non era mai riuscita a dirgli a causa del suo orgoglio. Il legame di amicizia, reciso tanti anni prima, finalmente si riannoda.
Gli orizzonti di Anna si sono ristretti, dal giorno in cui era rientrata a casa felice dopo gli esami, ma se anche il sentiero che dovrà percorrere è più stretto, lei è in pace con sé stessa perché sa che lì potrà trovare una quieta felicità.

## Personaggi

### Tetto Verde
Nell'edizione originale del romanzo e dell'anime, la protagonista si chiama "Anne", e si preoccupa che tutti scrivano il nome correttamente con la "e" finale (e non "Ann") benché la pronuncia sia esattamente la stessa. La versione italiana del romanzo e dell'anime giocano invece sul concetto di "Anna"-"Anne": durante il primo incontro con Marilla, Anna chiarisce infatti che desidera essere chiamata "Anna con la A". Nell'edizione italiana del manga disegnato da Yumiko Igarashi e distribuito in Italia da Planet Manga, si è giocato invece sul contrasto "Anna"-"Hanna".
Il problema della volontà della protagonista di differenziare il proprio nome e di renderlo quindi meno "banale" è stato adattato anche in altre lingue: ad esempio nell'edizione spagnola dell'anime, gli adattatori hanno giocato sul contrasto "Ana"-"Anna". La protagonista nel secondo episodio, chiede a Marilla di essere chiamata "Ana" con una "N" invece di due.
Anna Shirley (アン・シャーリー?, An Shārī, Anne Shirley)
Doppiata da: Eiko Yamada (ed. giapponese), Antonella Baldini (ed. italiana)
È la protagonista della serie, ha 11 anni all'inizio della storia e 16 alla fine. È una ragazzina dai capelli rossi, che tiene sempre legati in due trecce, ha gli occhi azzurri e le lentiggini; è esuberante, sensibile e con una fantasia inarrestabile. Ha sofferto molto sia per la sua condizione di orfana che per il suo aspetto peculiare, e a causa di ciò, spesso affronta i momenti di sconforto immaginando le cose diverse da come realmente sono. La sua più grande passione è la lettura e inoltre è brava nello studio, nonostante non eccella nella matematica. Da bambina è chiacchierona, impulsiva e si caccia spesso nei guai, mentre con l'adolescenza si trasformerà in una giovane donna pacata, assennata ed elegante.
Marilla Cuthbert (マリラ・カスバート?, Marira Kasubāto)
Doppiata da: Fumie Kitahara (ed. giapponese), Mirella Pace (ed. italiana)
È la sorella minore di Matthew. È una donna di mezza età, pratica, seria, con i piedi per terra e con poca fantasia. È abile nei lavori domestici ed è un'ottima cuoca. Quando si ritrova Anna in casa al posto di un ragazzo, sulle prime vorrebbe rimandarla in orfanotrofio, ma dopo aver sentito la sua storia deciderà di tenerla con sé. A causa dei loro caratteri opposti le due avranno qualche screzio, e la donna si vedrà a volte costretta ad adottare un atteggiamento severo nell'educare la bambina, per esempio facendole la predica o tenendola chiusa in camera per punizione. Inoltre non approva la vanità, la falsità e la superficialità. Tuttavia Marilla si affezionerà profondamente ad Anna, che sarà a tutti gli effetti il bastone della sua vecchiaia, specialmente quando la sua vista e le sue emicranie inizieranno a peggiorare dopo la morte del fratello.
Matthew Cuthbert (マシュウ・カスバート?, Mashū Kasubāto)
Doppiato da: Ryūji Saikachi (ed. giapponese), Erasmo Lo Presto (ed. italiana)
È il fratello maggiore di Marilla, insieme alla quale possiede il Tetto Verde, e all'inizio della storia ha 60 anni. È un uomo taciturno, timido e introverso, ed è solito cominciare i suoi dialoghi con l'espressione: "Ecco, veramente". Non ama molto la compagnia, specialmente quella femminile; ciononostante si affeziona subito ad Anna, conquistato dal carattere vivace della bambina. Sarà infatti proprio lui ad insistere per adottarla, malgrado il disappunto della sorella che desiderava adottare un ragazzo. Ascolta volentieri i discorsi lunghi di Anna, senza criticarla per la sua parlantina, a differenza di Marilla e si mostra molto generoso con lei, anche andando contro i pareri della sorella. Durante la vecchiaia inizia a soffrire di cuore. Muore stroncato da un infarto quando Anna ha 16 anni, lasciando un vuoto incolmabile nella sua vita e in quella di Marilla.
Rachel Lynde (レイチェル・リンド夫人?, Reicheru Rindo fujin)
Doppiata da: Miyoko Aso (ed. giapponese), Francesca Palopoli, Micaela Giustiniani (dall'ep. 23) (ed. italiana)
La vicina di casa pettegola dei Cuthbert. Vive con il marito, dal quale ha avuto numerosi figli. È amica di lunga data di Marilla, nonostante quest'ultima a volte non approvi i suoi modi indiscreti e il suo eccessivo moralismo. Durante il primo incontro con Anna non esita a criticarne l'aspetto fisico, scatenando la sua rabbia, ma dopo averla conosciuta meglio la accetta di buon grado nel vicinato. È inoltre molto partecipe alla vita parrocchiale della comunità e si interessa anche di politica. Nonostante i suoi modi da pettegola, che spesso risultano fastidiosi, è una donna di buon cuore, alla mano e sempre disponibile ad aiutare il prossimo.
Jerry Buote (ジェリー・ブート?, Jerī Būto)
Doppiato da: Ryōichi Tanaka, Keaton Yamada (ed. giapponese), Claudio Trionfi (ep.12, 15), Giuliano Santi (ep. 33-37) (ed. italiana)
Il bracciante dei Cuthbert. In un'occasione fa uno scherzo ad Anna, facendole credere di aver mangiato una mela su cui aveva messo del veleno per topi.
Martin (マーチン?, Māchin)
Doppiato da: Ritsuo Sawa (ed. giapponese), Oliviero Dinelli (ed. italiana)
Il secondo bracciante che viene ad aiutare i Cuthbert. Verso la fine della storia sostituisce Jerry Buote, del quale non si hanno più notizie.

### Orchard Slope
Diana Barry (ダイアナ・バリー?, Daiana Barī)
Doppiata da: Gara Takashima (ed. giapponese), Susanna Fassetta (ed. italiana)
La migliore amica di Anna. Ha la stessa età dell'amica, ed è una bambina gentile, educata e di buona famiglia. Ha occhi neri e capelli dello stesso colore, che tiene sempre raccolti in due trecce legate sulle tempie con dei fiocchi rossi. Condivide con Anna la passione per la lettura ed è anche portata per la musica. La loro amicizia viene messa a rischio quando sua madre le vieta di vedere Anna, dopo che quest'ultima la fa accidentalmente ubriacare pensando di offrirle del succo di lampone e viene messa in castigo. Da adolescente è paffuta e si ritiene goffa; inoltre, nonostante sia molto istruita grazie alla sua passione per i libri, non ha grandi ambizioni scolastiche e dopo il diploma decide di non proseguire gli studi.
Signora Barry (バリー夫人?, Barī fujin)
Doppiata da: Reiko Mutō (ed. giapponese), Stefanella Marrama (ed. italiana)
La madre di Diana e Minnie May, una donna garbata ma molto esigente. Crede che Anna abbia offerto del vino a Diana di proposito e obbliga la figlia a interrompere la loro amicizia. In seguito, ringrazia Anna per aver salvato la vita di Minnie May e le permette di essere nuovamente amica di Diana.
Signor Barry (バリー氏?, Barī-shi)
Doppiato da: Eisuke Yoda (ed. giapponese), Vittorio Di Prima (ep. 32, 37), Oliviero Dinelli (ep. 49) (ed. italiana)
Il padre di Diana e Minnie May e nipote di Giuseppina. È un agricoltore, proprietario di Orchard Slope. Verso la fine della storia, si offre di affittare alcuni appezzamenti per aiutare Anna e Marilla dopo la morte di Matthew.
Minnie May Barry (ミニー・メイ・バリー?, Minī Mei Barī)
Doppiata da: Mami Koyama (ed. giapponese), Antonella Baldini (ep. 10, 12, 19) (ed. italiana)
La sorellina minore di Diana. Quando rischia la vita a causa della difterite viene salvata dalle cure di Anna. Grazie a questo evento, Anna otterrà il perdono della signora Barry e potrà tornare a frequentare la sua migliore amica.
Zia Giuseppina Barry (ジョセフィン・バリー?, Josefin Barī, Josephine Berry)
Doppiata da: Natsuko Kawaji (ed. giapponese), Elsa Camarda (ep. 19), Francesca Palopoli (dall'ep. 32) (ed. italiana)
La prozia paterna di Diana. È molto benestante e di carattere scontroso. Si arrabbia quando Diana e Anna, ignare della sua presenza, le saltano addosso mentre dorme nel letto degli ospiti. Le perdona dopo aver fatto la conoscenza di Anna, alla quale si affeziona molto, tanto da invitarla spesso a casa sua quando si troverà a Charlottetown per gli studi.
Mary Jo (メアリー・ジョー?, Mearī Jō)
Doppiata da: Yumi Nakatani (ed. giapponese), Silvia Pepitoni (ed. italiana)
La domestica dei Barry. Appare quando Minnie May si ammala.

### Scuola di Avonlea
Gilbert Blythe (ギルバート・ブライス?, Girubāto Buraisu)
Doppiato da: Kazuhiko Inoue (ed. giapponese), Rory Manfredi (ed. italiana)
È uno dei compagni di scuola di Anna e all'inizio della storia ha 14 anni. Prende buoni voti ed è molto ammirato da tutte le ragazze, il che lo porta ad essere molto sicuro di sé, tanto da risultare a volte sfacciato. Quando tenta di fare colpo su Anna chiamandola "Pel di Carota", lei gli rompe una lavagnetta in testa. Nonostante i suoi tentativi di scusarsi e di essere gentile con lei, la ragazza continuerà ad ignorarlo per ben cinque anni. Inoltre, lui ed Anna si ritroveranno spesso a competere, contendendosi la reputazione di studente modello. Anna lo perdona definitivamente quando decide di cederle la cattedra alla scuola di Avonlea, accettando un impiego in un istituto più lontano, e in seguito i due diventeranno ottimi amici. Benché ciò non figuri nella serie animata, nei romanzi successivi sposa Anna.
Josie Pye (ジョーシー・パイ?, Jōshī Pai)
Doppiata da: Junko Hori (ed. giapponese), Germana Savo (ed. italiana)
La studentessa più antipatica della scuola. Non va per nulla d'accordo con Anna, è gelosa, pettegola e maligna. Proseguirà gli studi con la protagonista all'Accademia di Queen.
Jane Andrews (ジェーン・アンドリュース?, Jēn Andoryūsu)
Doppiata da: Sanae Takagi (ed. giapponese), Claudia Catani (ed. italiana)
Una buona amica di Anna, con la quale continuerà gli studi all'Accademia Queen ed è studentessa modello di economia domestica.
Ruby Gillis (ルビー・ギリス?, Rubī Girisu)
Doppiata da: Mami Koyama, Makoto Kousaka (dall'ep. 34) (ed. giapponese), Manuela Cenciarelli (ed. italiana)
Un'altra delle amiche di Anna. Considerata la ragazzina più bella della scuola grazie ai suoi lunghi capelli biondi, è di indole romantica ed emotiva, infatti è facilmente incline al pianto e agli attacchi isterici. Anche lei continua gli studi con Anna alla Queen.
Carlo Sloane (チャーリー・スローン?, Chārī Surōn, Charlie Sloane)
Doppiato da: Kazuyo Aoki (ed. giapponese), Rory Manfredi (ep. 26) (ed. italiana)
Un amico di Gilbert con una cotta per Anna. Frequenta la Queen e spera di diventare un politico. Occasionalmente è chiamato col suo nome originale anche nel doppiaggio italiano.
Moody Spurgeon MacPherson (ムーディ・スパージョン・マクファーソン?, Mūdi Supājon Makufāson)
Doppiato da: Yoku Shioya
Un amico di Gilbert. Frequenta la Queen e spera di diventare pastore.
Sophia Sloane (ソフィア・スローン?, Sofia Surōn)
Doppiata da: Kimiko Tsuruta
Sorella maggiore di Carlo e amica di Anna.
Tillie Boulter (ティリー・ポールター?, Tirī Pōrutā)
Doppiata da: Chiyoko Kawashima, Asami Mukaidono (dall'ep. 24), Maura Cenciarelli (ed. italiana)
Un'amica di Anna; è la prima ad accoglierla a scuola. Racconta alla signora Lynde dei problemi di Anna con il signor Phillips, prendendo le sue parti.
Prissy Andrews (プリシー・アンドリュース?, Purishī Andoryūsu)
Doppiata da: Yoko Egawa (ed. giapponese), Silvia Pepitoni (ep. 13), Susanna Fassetta (ep. 19) (ed. italiana)
L'alunna più grande e la preferita del signro Phillips. Poco dopo la sua apparizione entra alla Queen.
Gertie Pye (ガーティ・パイ?, Gāti Pai)
Doppiata da: Satomi Majima (ed. giapponese), Manuela Cenciarelli, Silvia Pepitoni (ed. italiana)
Sorella di Josie, con cui condivide il carattere. Diana è costretta a sedersi accanto a lei quando deve restare separata da Anna.
Minnie Andrews (ミニー・アンドリュース?, Minī Andoryūsu)
Alunna modello, compagna di banco di Anna nel breve periodo di separazione da Diana.
Norman Campbell (ノーマン・キャンベル?, Nōman Kyanberu)
Doppiato da: Christian Fassetta (ed. italiana)
Un compagno di Anna che si distrae facilmente.
Tommy Sloane (トミー・スローン?, Tomī Surōn)
Doppiato da: Misa Kadoya (ed. giapponese), Antonella Baldini (ep. 38) (ed. italiana)
Un compagno di Anna.
Signor Teddy Phillips (テディ・フィリップス先生?, Tedi Firippusu sensei)
Doppiato da: Motomu Kiyokawa (ed. giapponese), Carlo Reali (ed. italiana)
L'insegnante della piccola scuola di Avonlea. È molto brusco, arrogante e poco benvoluto dai suoi studenti; inoltre si dice sia innamorato di Prissy Andrews, la studentessa più grande, per la quale ha una predilezione. Nonostante sia un "furiosone" e l'aspetto disciplinare, spesso trascura la classe per dedicare tutto il tempo a spiegare le lezioni a Prissy, con la scusa di prepararla per l'Accademia, e interviene poco nell'educare gli altri ragazzi; per questo motivo è disprezzato anche dalla signora Lynde. Se la prende spesso con Anna punendola anche ingiustamente, come quando la fa sedere accanto a Gilbert dopo essere rientrata in ritardo dalla ricreazione, spingendola ad abbandonare momentaneamente la scuola. Tuttavia, quando Anna torna a scuola il maestro noterà i suoi progressi, al punto che la promuove alla classe successiva alla fine del trimestre. Ciononostante, quando egli lascia la scuola di Avonlea tutte le sue studentesse piangono, malgrado avessero giurato di non farlo. Inoltre, è appassionato di Shakespeare.
Signorina Muriel Stacy (ミュウリエル・ステイシー先生?, Myuurieru Suteishī sensei)
Doppiata da: Hiroko Suzuki (ed. giapponese), Alessandra Dal Sasso (ed. italiana)
La nuova giovane insegnante di Anna. Caratterizzata dal suo abbigliamento con grandi maniche a sbuffo, è gentile, simpatica e diretta. Contrariamente al signor Phillips si rapporta in maniera amichevole con i suoi studenti e sarà di grande aiuto per Anna nell'incentivare il suo amore per lo studio.

### Famiglia Spencer
Signora Alexandra Spencer (アレキサンダー・スペンサー夫人?, Arekisandā Supensā fujin)
Doppiata da: Akiko Tsuboi (ed. giapponese), Carla Comaschi (ed. italiana)
È la signora che porta per errore Anna ad Avonlea per essere adottata da Matthew e Marilla al posto di un ragazzo.
Lily Jones (リリー・ジョーンズ?, Rirī Jōnzu)
Doppiata da: Takako Sasuga
Una bambina piccola adottata dalla signora Spencer dallo stesso orfanotrofio di Anna.
Flora Jane Spencer (フローラ・ジェーン・スペンサー?, Furōra Jēn Supensā)
Doppiata da: Rihoko Yoshida (ed. giapponese), Maura Cenciarelli (ed. italiana)
Figlia degli Spencer, fa subito amicizia con Lily.
Signora Blewett (ブルエット夫人?, Buruetto fujin)
Doppiata da: Hisako Kyōda (ed. giapponese), Micaela Giustiniani (ep. 5), Francesca Palopoli (ep. 41)
Una donna dall'aspetto cattivo, vicina della signora Spencer. È presente quando Marilla si reca dagli Spencer per riportare indietro Anna e si offre di prendere con sé la bambina solo per badare ai suoi numerosi bambini. È probabilmente uno dei motivi che spingono Marilla a tenere Anna.

### Chiesa di Avonlea
Pastore Allan (アラン牧師?, Aran bokushi)
Doppiato da: Kazuyuki Sogabe (ed. giapponese), Giorgio Locuratolo (ep. 21-23), Massimo Dapporto (ep. 39) (ed. italiana)
Il nuovo giovane pastore di Avonlea. Ama ballare il valzer con la moglie e sebbene venga visto come anticonvenzionale, viene accolto dai cittadini con entusiasmo.
Signora Allan (アラン夫人?, Aran fujin)
Doppiata da: Yoko Egawa (ed. giapponese), Stefanella Marrama (ed. italiana)
La moglie del pastore Allan, che instaura da subito con Anna un ottimo rapporto di amicizia e stima reciproca. A differenza delle altre donne adulte della serie, non sgrida mai Anna per i guai che combina e cerca invece di confortarla, come nell'occasione in cui Anna farcisce la torta con il medicinale invece della vaniglia.
Sovrintendente William Bell (ヴィリアム・ベル?, Vuiriamu Beru)
Doppiato da: Issei Masamune (ed. giapponese), Mario Colli (ep. 8, 12, 21), Oliviero Dinelli (ep. 48)
Il sovrintendente agli eventi e alle cerimonie della chiesa di Avonlea e preside della scuola domenicale. La sua proprietà è Idlewild.

### Accademia di Queen, Charlottetown
Stella Maynard (ステラ・メイナード?, Sutera Meinādo)
Doppiata da: Masako Matsubara (ed. giapponese), Cristina Boraschi (ed. italiana)
Migliore amica di Anna alla Queen, una ragazza dal carattere gioviale. Dopo il diploma entra all'università di Redmond.
Priscilla Grant (プリシラ・グラント?, Purishira Guranto)
Doppiata da: Yoko Egawa (ed. giapponese), Maura Cenciarelli (ed. italiana)
Amica di Anna alla Queen, anch'essa con una fervida immaginazione.
Proprietari della pensione (下宿屋の主人 下宿屋の女将?, Geshuku-ya no shujin Geshuku-ya no okami)
Doppiati da: Mahito Tsujimura e Kazue Takahashi (ed. giapponese), Vittorio Battarra e Rita Di Lernia (ed. italiana)
Un'anziana coppia, proprietaria della casa presso cui Anna alloggia a Charlottetown.

### Altri personaggi
Capostazione (駅長?, Ekichō)
Doppiato da: Ryūsuke Shiomi (ed. giapponese), Mario Colli (ep. 1), Oliviero Dinelli (ep. 37)
Il capostazione di Avonlea. Resta colpito da Anna al suo arrivo e si ricorda di lei a distanza di anni.
Blair (ブレア?, Burea)
Doppiato da: Akira Shimada (ed. giapponese), Mario Colli (ed. italiana)
Il proprietario dell'omonimo emporio di Avonela, dove Matthew compra dei cioccolatini per Anna.
Lucilla Harris (ルシラ・ハリス?, Rushira Harisu)
Doppiata da: Yoshiko Matsuo (ed. giapponese), Silvia Pepitoni (ed. italiana)
La commessa del negozio Samuel Lawson di Carmody, nipote della moglie del proprietario. Matthew, volendo comprare un vestito come regalo di Natale per Anna, entra nel negozio senza sapere che al bancone c’è una giovane donna e, agitato, finisce per fare diversi acquisti inutili. Tempo dopo, Matthew prende confidenza con lei, facendo tranquillamente acquisti nel negozio.
Signora Evans (ミセス・エヴァンス?, Misesu Evuansu)
Doppiata da: Michiko Hirai (ed. giapponese), Rita Di Lernia (ed. italiana)
Un'attrice professionista, presente alla serata di beneficenza all'hotel di White Sands. Loda Anna per la sua recitazione di alcune poesie.
Medico dei Barry (医者?, Isha)
Doppiato da: Masayuki Katō (ed. giapponese), Sandro Dori (ed. italiana)
Si complimenta con Anna per aver salvato la vita a Minnie May.
Dottor Spencer (スペンサー先生?, Supensā sensei)
Doppiato da: Masayuki Katō (ed. giapponese), Sandro Dori (ep. 24), Sergio Gibello (ep. 35) (ed. italiana)
Visita Anna quando si frattura una caviglia cadendo dal tetto dei Barry. In seguito visita Matthew quando ha un attacco cardiaco.
Medico di Charlottetown (医者?, Isha)
Doppiato da: Yutaka Ōyama (ed. giapponese), Oliviero Dinelli (ed. italiana)
Un medico arrivato a Charlottetown dall'Inghilterra. Comunica a Marilla che rischia di diventare cieca, prescrivendole un assoluto riposo.
Signor Russell (ラッセル氏?, Rasseru-shi)
Doppiato da: Seizō Katō (ed. giapponese), Vittorio Battarra (ed. italiana)
Un conoscente di Matthew, che lo rassicura sul possibile fallimento della loro banca.
John Sadler (ジョン・サドラー?, Jon Sadorā)
Doppiato da: Yasuo Muramatsu (ed. giapponese), Oliviero Dinelli (ed. italiana)
Un uomo interessato ad acquistare il Tetto Verde verso la fine della storia.
Direttore dell'ufficio postale (郵便局長?, Yūbinkyoku-chō)
Doppiato da: Masayuki Katō (ed. giapponese), Mario Colli (ep. 23), Oliviero Dinelli (ep. 39, 50) (ed. italiana)
Lauretta Bradley (ロレッタ・ブラッドリー?, Roretta Buraddorī)
Doppiata da: Yōko Matsuoka (ed. giapponese), Susanna Fassetta (ed. italiana)
Un'altra bambina invitata con Anna dalla signora Allan a prendere il tè.

## Produzione
L’anime fu diretto da Isao Takahata, che scelse di rimanere fedele al testo originale, a differenza delle sue precedenti opere Heidi e Marco, entrambe adattate con più libertà.
Al momento della produzione, il romanzo di Montgomery era già molto popolare in Giappone, pubblicato per la prima volta nel 1952 nella traduzione di Hanako Muraoka. Tuttavia, per la sceneggiatura venne adottata la traduzione del 1973 di Taeko Kamiyama, considerata più fedele al testo originale.
Negli anni 1970, Anna dai capelli rossi era percepito in Giappone come un “libro per ragazze”, parere inizialmente condiviso da Takahata, che accettò il progetto controvoglia, giudicandolo poco adatto all’animazione per via della narrazione verbosa e priva di azione. Tuttavia, approfondendo il romanzo, ne apprezzò la finezza e lo considerò una sfida creativa stimolante, a differenza di altri membri dello staff, come Masahiro Ioka e Yoshifumi Kondō, già appassionati dell’opera.
Nel luglio 1978, Takahata, Kondō e il resto del team di produzione visitarono l’Isola del Principe Edoardo per documentarsi. Esplorarono luoghi chiave come Green Gables e l'Orwell Corner Historic Village, facendo schizzi e fotografie e prendendo appunti per ricostruire gli ambienti del XIX secolo. Vennero persino portati in Giappone dei campioni di terra per riprodurne fedelmente i colori.
Hayao Miyazaki si occupò della scenografia e del layout dei primi 15 episodi. Nonostante avesse già collaborato con Takahata, le loro visioni stilistiche differivano: Takahata prediligeva una recitazione controllata e realistica, mentre Miyazaki optava per un’animazione più espressiva e dinamica, come in Conan il ragazzo del futuro, il che portò a conflitti tra i suoi layout e gli storyboard di Takahata. La figura di Anna, poco idealizzata, dal carattere impulsivo e priva di un punto di vista maschile, si discostava dal tipo di protagonista femminile idealizzata e indifesa che Miyazaki stava iniziando a delineare nelle sue opere. Anna si poneva così in contrasto non solo con personaggi come Violetta ed Heidi, ma anche con la visione emergente di protagonista femminile propria di Miyazaki. Dopo l’abbandono di Miyazaki, la qualità dell’animazione calò, con una maggiore staticità e l’uso di immagini fisse; la serie fu infine ridotta da 52 a 50 episodi a causa di ritardi.
Yoshifumi Kondō fu scelto come character designer e direttore dell’animazione, sostituendo Yōichi Kotabe, che aveva smesso di lavorare con Takahata dopo Marco. Dopo il viaggio in Canada, Kondō e Takahata lavorarono al design di Anna, passando da uno stile shōjo ispirato alla traduzione del 1952 a un aspetto più realistico, influenzato dall'edizione del 1973 e dalla performance di Mia Farrow in Peyton Place. Il personaggio venne gradualmente ridefinito per riflettere una bellezza che si sviluppa naturalmente nel tempo.
Eiko Yamada prestò la voce ad Anna, alla sua prima esperienza di doppiaggio di un anime. Yamada fu scelta personalmente da Takahata, ritenendo la sua voce acuta e ancora inesperta perfettamente adatta alla personalità espressiva e impulsiva di Anna, nonostante altri membri dello staff, tra cui Miyazaki, preferissero una voce più dolce. Tra gli altri membri del cast figuravano Gara Takashima nel ruolo di Diana, alla sua prima interpretazione importante, e il veterano Ryūji Saikachi nel ruolo di Matthew. Fumie Kitahara, che prestò la voce a Marilla, aveva già esperienze di doppiaggio, pur non avendo precedenti nell’animazione. Nonostante il clima teso tra gli animatori, le sessioni di registrazione si svolsero in un clima positivo, grazie anche al supporto del direttore di doppiaggio Yasuo Urakami e di Saikachi, che guidò la giovane Yamada.

## Colonna sonora
Sigla iniziale giapponese
- Kikoeru kashira (きこえるかしら? lett. "Puoi sentire"), musica e arrangiamento di Akira Miyoshi, testo di Eriko Kishida, cantata da Ritsuko Ohwada

Sigla finale giapponese
- Samenai yume (さめないゆめ? lett. "Un sogno che non svanisce mai"), musica e arrangiamento di Akira Miyoshi, testo di Eriko Kishida, cantata da Ritsuko Ohwada

Sigla italiana
- Anna dai capelli rossi, testo di Luigi Albertelli, musica ed arrangiamento di Vince Tempera, cantata da I Ragazzi dai Capelli Rossi e Paola Orlandi (coro).

Si è dibattuto a lungo sulla somiglianza della melodia dello stesso Vince Tempera con quella del brano Rivers of Babylon dei Melodians, reso famoso dai Boney M nel 1978. In alcune interviste televisive e anche in altri incontri pubblici Tempera ha però affermato di essersi ispirato per la sigla Anna dai capelli rossi all'inno Bandiera rossa.
Nell'edizione in DVD pubblicata nel 2008 da De Agostini è stata utilizzata la nuova edizione della sigla, realizzata nel 1997 dagli stessi autori originali.

Altre canzoni
- Ashita wa don'na hi (あしたはどんな日?), musica e arrangiamento di Akira Miyoshi, testo di Eriko Kishida, cantata da Ritsuko Ohwada
- Mori no tobi-ra o akete (森のとびらをあけて?), musica e arrangiamento di Akira Miyoshi, testo di Eriko Kishida, cantata da Ritsuko Ohwada
- Namida ga koborete mo (涙がこぼれても?), musica e arrangiamento di Kurodo Mori, testo di Eriko Kishida, cantata da Ritsuko Ohwada
- Hana to hana to wa (花と花とは?), musica di Akira Miyoshi, arrangiamento di Kurodo Mori, testo di Eriko Kishida, cantata da Ritsuko Ohwada
- Wasurenaide (忘れないで?), musica e arrangiamento di Kurodo Mori, testo di Eriko Kishida, cantata da Ritsuko Ohwada
- Chōcho mitai ni (ちょうちょみたいに?), musica e arrangiamento di Kurodo Mori, testo di Eriko Kishida, cantata da Kyoko Ishige

## Distribuzione

### Edizione italiana
La serie venne distribuita in Italia da Doro TV Merchandising e fu trasmessa per la prima volta dal 20 ottobre 1980 al 1º gennaio 1981 su Rete 1 all'interno del contenitore 3, 2, 1... contatto!, ma saltando due episodi. Gli episodi 4 e 35 vennero trasmessi sulla stessa rete durante le repliche della serie, rispettivamente il 18 febbraio e il 15 aprile 1982, nel programma Tutti per uno. La serie venne poi ritrasmessa varie volte su Rai Due dai primi anni 1990. Nello stesso periodo il cartone animato è andato in onda anche sulla syndication Cinquestelle, mentre dal 2004 viene periodicamente replicato dalle reti Mediaset per via dei continui buoni ascolti registrati: per esempio nel solo target 4-14 anni, nella replica mattutina del 2008 su Italia 1, ha registrato una media attorno al 30% di share (e share complessivi pari al 12%).
Poiché l'anime fu importato in Italia prima della pubblicazione del romanzo, non venne adottata la traduzione italiana del titolo di quest'ultimo, Anne of Green Gables, bensì la traduzione diretta del titolo giapponese: Anna dai capelli rossi. Il romanzo di Montgomery fu pubblicato in Italia durante la trasmissione della serie, con il titolo più fedele Anna di Green Gables, ma grazie al successo dell'anime il titolo più utilizzato per le traduzioni italiane divenne anch'esso Anna dai capelli rossi. 
L'edizione restaurata della serie, curata da Sanver Production, è trasmessa su Italia 2 dal 31 luglio 2025.

#### Adattamento
Il doppiaggio italiano è stato eseguito dalla Studioimmagine di Roma. Nell'edizione italiana dell'anime la voce narrante (in originale di Michio Hazama) è di Carlo Reali, che presta la voce anche al Signor Phillips. Come già accennato in precedenza, il nome originale della protagonista Anne è stato italianizzato in "Anna"; e anche i nomi di altri personaggi, come Diana e Rachel, vengono pronunciati all'italiana, mentre il cognome di Matthew e Marilla Cuthbert viene quasi sempre pronunciato erroneamente "Calbert". Inoltre, l'adattamento presenta una certa confusione sull'ambientazione: sebbene l'inizio del primo episodio indichi come luogo della narrazione l'Isola del Principe Edoardo in Canada, all'epoca sotto il dominio britannico, in altri episodi i dialoghi fanno pensare che la vicenda si svolga effettivamente in Inghilterra.

### Edizioni home video
In Italia la serie è stata distribuita su licenza Beta Film e Planeta Junior, e poi dal 2009 dalla società belga Studio 100. Esistono edizioni VHS pubblicate dalla MTC e dalla Skorpion Home Video ed edizioni DVD pubblicate da Cecchi Gori (dal 2019 anche in due cofanetti).

## Film
Nel 1989 venne realizzato da Isao Takahata un film di montaggio tratto dai primi sei episodi della serie: Akage no An: Guriin Gēburusu e no michi (赤毛のアン グリーンゲーブルズへの道? lett. "Anna dai capelli rossi: la strada per Green Gables"). Nonostante fosse destinato alle sale cinematografiche, il film ricevette una distribuzione limitata solo in alcune città selezionate tra il luglio e l'agosto del 1990, e fu reso disponibile in VHS nel 1992. Il lungometraggio venne proiettato in versione rimasterizzata al Museo Ghibli il 17 luglio 2010, ed è da allora disponibile in edizione Blu-ray assieme all'intera serie.